# 탐구생활
탐구생활은 한국교육개발원이 개발하여 초등학생의 방학시 과제물로 배포하던 학습교재이다.

## 개요
방학 중 학습 교재로는 일제강점기에 하휴(夏休)학습장 또는 동휴학습장이라는 이름의 교재가 있었으며, 해방 이후에는 겨울공부,겨울학교등의 이름으로 초등학생용 방학교재가 간행되었다.
탐구생활
탐구생활은 1979년 여름방학에 처음으로 발간하여 무료로 배포되었으며, 과학과 관련된 내용을 절반 이상 배정하여 자연 속에서 동·식물을 탐구하고 자발적으로 학습할 수 있도록 하였다고 설명되었다. 내용은 일(日) 단위로 구별되어 있으며, 라디오의 〈학교방송〉에 맞추어 진도를 나가도록 짜여져 있었다.
이후 1997년(일부 지역은 1998년, 1999년)까지 약 20년 동안 초등 방학과제물의 대명사로 통했다.
학교방송
1989년부터는 텔레비전에서도 학교방송 프로그램이 방영되었고, 라디오는 그 후신인 교육방송에서 주로 담당했으며 마지막으로는 MBC가 잠깐 맡기도 하였다. 2000년대 이후로는 교육방송에서 대체 프로그램이 만들어짐에 따라 탐구생활의 후신격이 되었고 방학숙제 자율화에 따라 점차 의미가 사라져갔다.

## 같이 보기
- 교육방송
- 원격 교육